# Huskvarnavägen
Huskvarnavägen är en gata i Jönköping, som följer sträckningen av den medeltida landsvägen mellan Jönköping och Östergötland.
Huskvarnavägen börjar som en förlängning av Östra Storgatan på gränsen mellan stadsdelarna Liljeholmen och Rosenlund och går genom stadsdelarna Rosenlund och Vättersnäs (tidigare Sanna) till Kavlaplan i Huskvarna, där den övergår i Torsgatan.
Sträckan väster om Kavlabron i Huskvarna hette tidigare Jönköpingsvägen, men namnet ändrades 1973 till Huskvarnavägen.
Huskvarnavägen har ursprungligen varit genomfart för Riksväg 1 och E4. Delen genom Vättersnäs ersattes som genomfartsväg av Autostradan på 1940-talet och delen genom Rosenlund ersattes av motorvägsetappen runt Rosenlund på 1960-talet.
Jönköpings spårvägar hade sina östra ändhållplatser för Röda linjen och för Gula linjen på Huskvarnavägen i Rosenlund.

## Bildgalleri

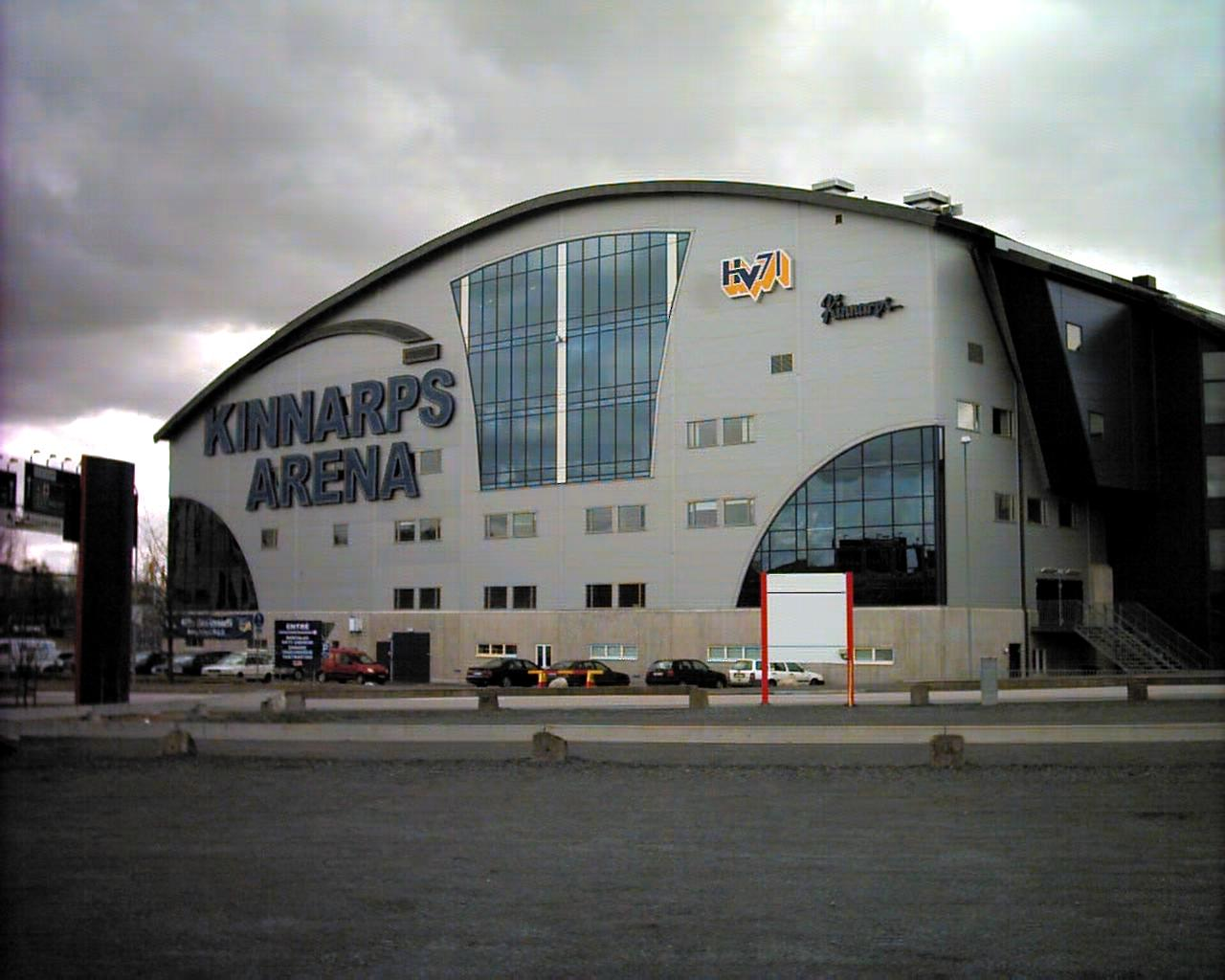
Kinnarps Arena, 2006
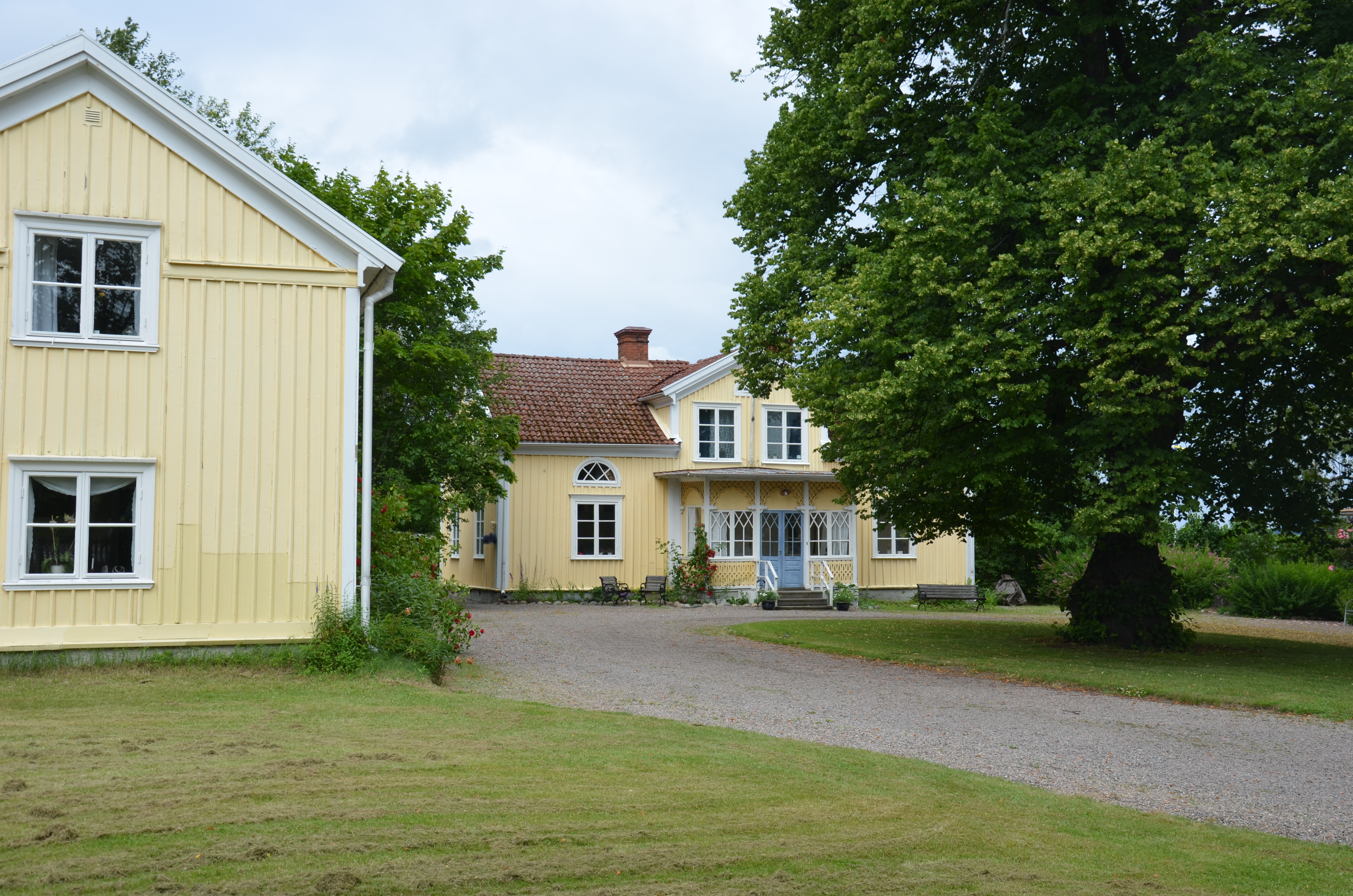
Stora Sanna i Vättersnäs
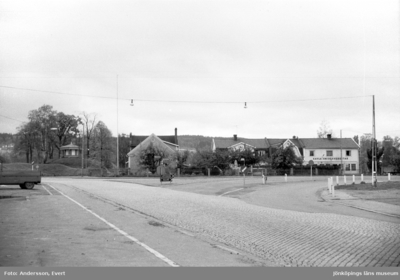
Kavlaplan vid östra änden i korsningen med Grännavägen i Huskvarna, omkring 1960